# Alfred Neumann (Architekt, 1900)
Alfred Neumann (geb. 26. Januar 1900 in Wien; gest. 23. Oktober 1968 in Quebec) war ein israelischer Architekt mit österreichischen Wurzeln.
Er besuchte zunächst die Deutsche Staatsgewerbeschule. Nach dem Abitur wurde er zur Österreichischen Armee eingezogen. Nach dem Ersten Weltkrieg studierte er an der Deutschen Technischen Hochschule in Brünn. Gleichzeitig arbeitete er als Assistent an der Baugewerbeschule. Im Jahre 1922 wurde er an der Wiener Akademie ins Atelier von Peter Behrens aufgenommen. Um das Jahr 1925 war er in Paris tätig, in den Jahren 1928–29 in Algier und später auch für kurze Zeit in der Republik Südafrika. Im Zweiten Weltkrieg wurde Neumann ins KZ Theresienstadt deportiert, später kehrte er nach Brünn zurück. Im Jahre 1947 vertrat er die Tschechoslowakei auf dem 6. Treffen der CIAM in Bridgewater.
Nachdem die Kommunisten in der Tschechoslowakei 1948 die Macht übernahmen, emigrierte Neumann nach Israel. Dort hatte er enorme Erfolge als Architekt wegen seines originellen Designs, das von der internationalen Moderne abwich. Doch war er stets auch umstritten. Heute gilt Neumann als einer der wichtigsten Architekten Israels, der gleichwohl weitgehend in Vergessenheit geraten ist. Er gehört zu den prägenden Architekten der Nachkriegszeit, die aus dem deutschsprachigen Raum nach Israel kamen und die Moderne, darunter den Bauhaus-Stil, in Israel verankerten.
1965 zog er in das kanadische Quebec, wo er drei Jahre später starb. Weltweit stehen seine markanten, am Bauhaus orientierten Bauwerke. Alfred Neumann verfasste auch theoretische Werke, etwa L´humanisation de l'espace, 1956.